# 유자 (가수)
유자(2001년 1월 12일 ~ )는 대한민국의 가수다. 2019년 싱글 《모기송》으로 데뷔했다.

## 학력
- 해운대여자고등학교 졸업

## 방송
- 고등래퍼 3 (2019)
- 쇼미더머니 8 (2019) - Top54
- 쇼미더머니 9 (2020) - 1차 예선 탈락